# Ulica Jacka Malczewskiego w Radomiu

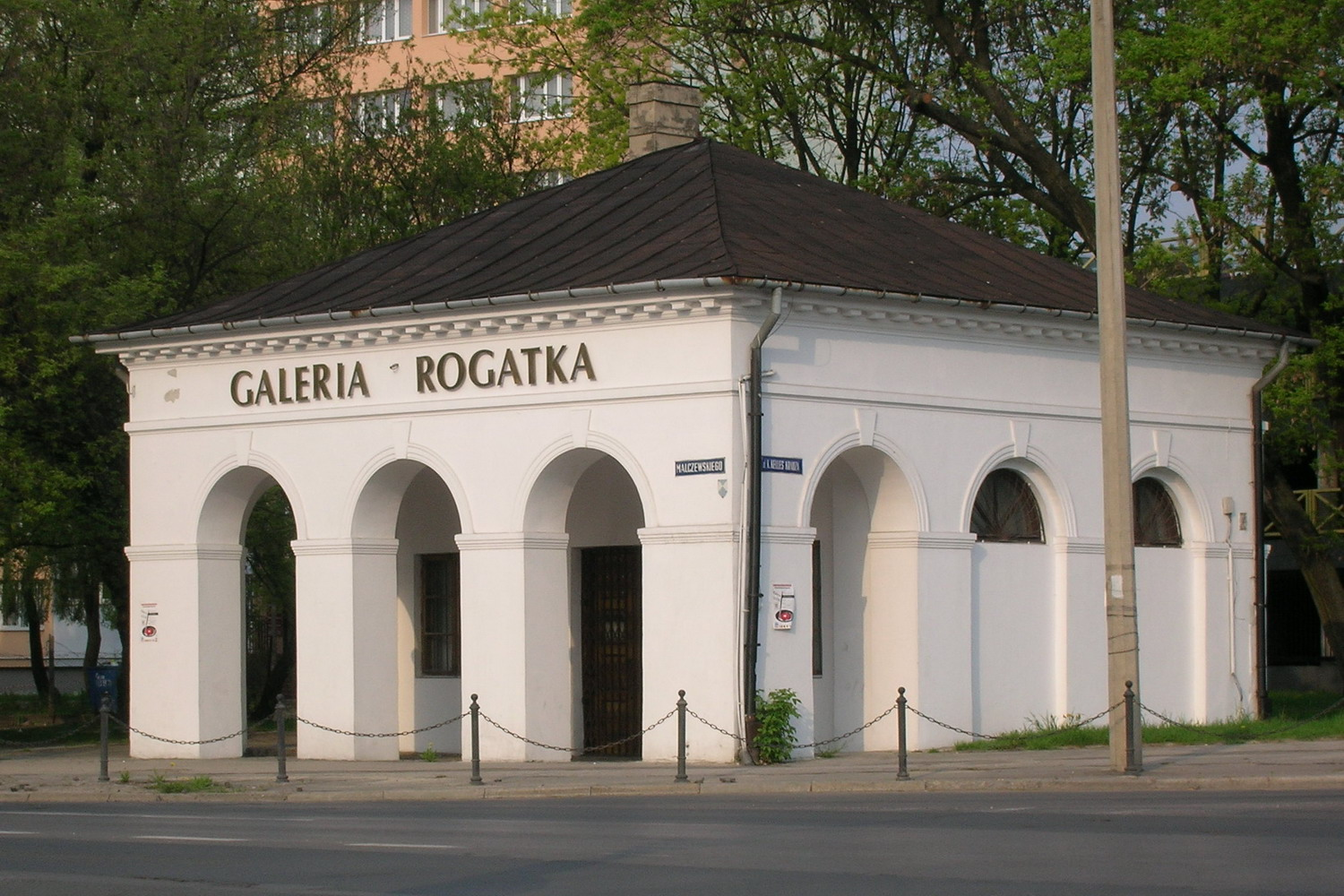
Rogatka miejska na rogu ul. Jacka Malczewskiego i ul. Kelles-Krauza

Ulica Jacka Malczewskiego – ulica Radomia, niegdyś trakt tranzytowy, występujący w starych dokumentach pod nazwą warszawskiego przedmieścia.
U zbiegu traktu z placem przedbramnym (obecnie plac Kazimierza Wielkiego) w XVII wieku wzniesiono kościół św. Trójcy i klasztor Benedyktynek. W XIX wieku trakt włączono w granice miasta Radomia.
Ulica Malczewskiego biegnie od mostu nad Potokiem Północnym do placu Kazimierza Wielkiego. Krzyżuje się z ulicami: Stanisława Wernera, Kazimierza Kelles-Krauza, Dzika, Koszarowa, Stańczyka, Andrzeja Struga. Znajduje się w ciągu drogi powiatowej numer 5339W.

## Architektura
Ważniejsze obiekty
- nr 5 – budynek Poczty Polskiej, dawniej wozowni, stajni i stacji dyliżansów.
- nr 7 – budynek Prokuratury Okręgowej, dawny Dom Loży Masońskiej Jutrzenka Wschodząca, później lazaret wojskowy, od 1963 do 1975 siedziba władz powiatu radomskiego i różnych urzędów.
- nr 8 – dom Jacka Malczewskiego, w którym mieszkała rodzina Malczewskich, z tablicą pamiątkową na elewacji.
- nr 16 – Resursa Obywatelska, budynek w stylu neoklasycystycznym, wzniesiony w 1852 według projektu architekta Ludwika B. Radziszewskiego. W latach międzywojennych siedziba Teatru Rozmaitości, później kino „Przyjaźń”. Obecnie Ośrodek Kultury i Sztuki.
- nr 20 – dawna kamienica oficerska, w której zamieszkiwał w latach 1935-1946 reżyser Andrzej Wajda wraz z rodziną[2].

Przed gmachem Resursy obywatelskiej rośnie zasadzony w 1918 r. Dąb Wolności.
Rejestr zabytków
Do rejestru zabytków Narodowego Instytutu Dziedzictwa wpisane są następujące obiekty:
- nr 5 – poczta, 1820, 1865
- nr 6 – kamienica, koniec XIX w.
- nr 7 – budynek loży masońskiej, 1818
- nr 8 – kamienica, 1. poł. XIX w.
- nr 16 – Resursa Obywatelska, 1851–52
- nr 17 – dom, 1875–80
- nr 19 – dom
- nr 20 – rogatka miejska, XIX w.
- nr 25 – kaplica przydrożna, 2. poł. XIX w.

Gminna ewidencja zabytków
Do Gminnej Ewidencji Zabytków Miasta Radomia, oprócz obiektów z rejestru zabytków, wpisane są też budynki (stan z 2017):
- nr 2 – dom murowany, 1820–1830
- nr 9/11 – dom murowany, oficyna murowana, 2. poł. XIX w.
- nr 12 – dom murowany, koniec XIX w.
- nr 14 – dom murowany, XIX w.
- nr 18 – d. Szpital pw. Św. Kazimierza, ob. hotel, murowany, d. budynek szpitalny, murowany, 1844–1846, koniec XIX w.
- nr 20 – dom murowany, koniec XIX w.
- nr 20b, 20c – d. koszary wojskowe, ob. budynek mieszkalny, murowany, 2. poł. XIX w.
- nr 21 – dom murowany, XIX/XX w.
- nr 26 – krzyż przydrożny, 1933
- nr 29 – d. szkoła ćwiczeń, d. studium pedagogiczne, ob. Uniwersytet Technologiczno-Humanistyczny, murowany, lata 40. XX w.